# USS Kanawha (AO-1)
Pour les autres navires du même nom, voir USS Kanawha.
L'USS Kanawha (AO-01) est un pétrolier ravitailleur  de l'United States Navy de classe Kanawha construit à partir de 1914 et mis en service en 1915.